# Shikhara

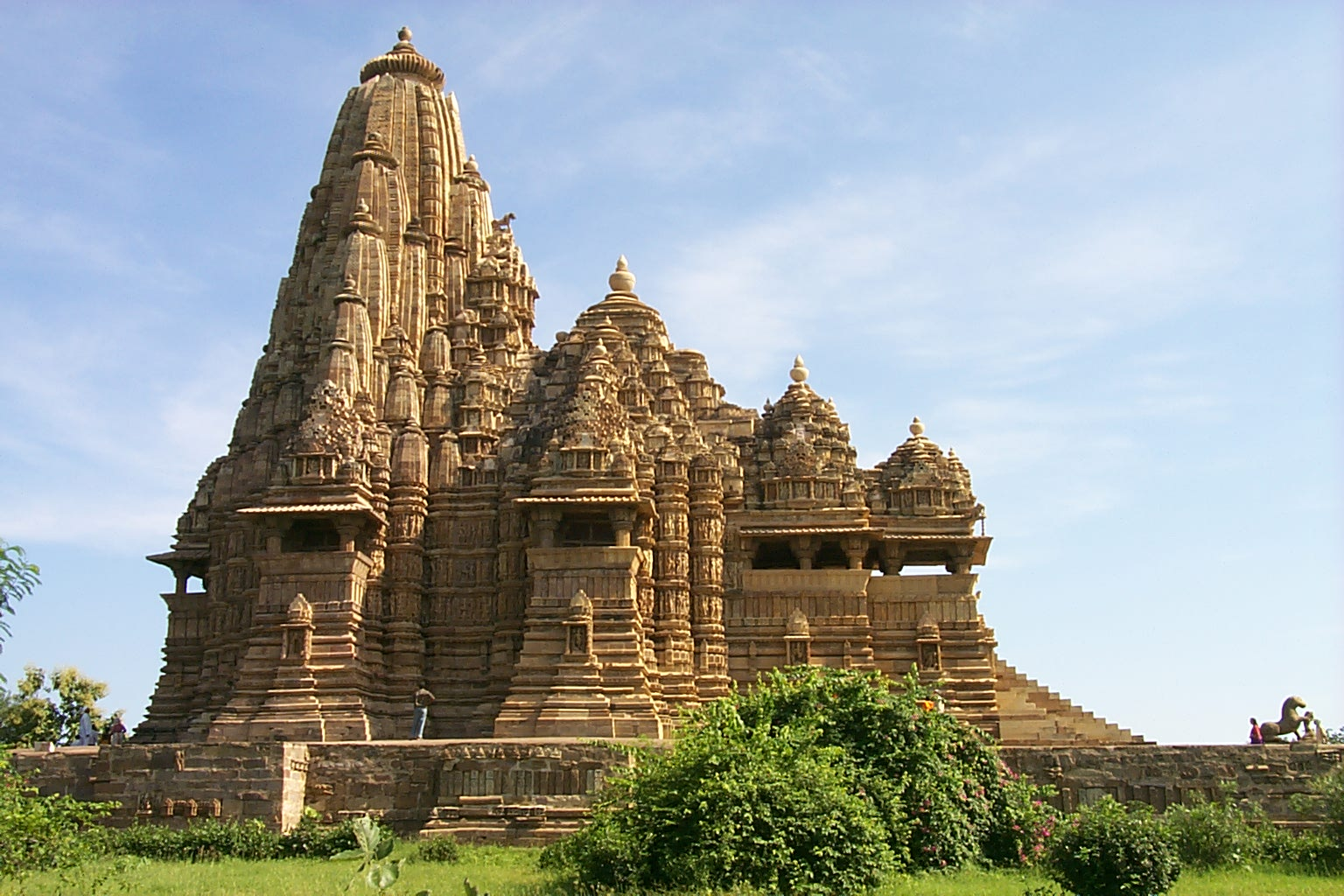
Shikhara-Turm mit Begleittürmchen (urushringas) über der Cella (garbhagriha) des Kandariya-Mahadeva-Tempels (um 1050) in Khajuraho; in der Seitenansicht ähnelt der Tempel der Felslandschaft eines Gebirges.

Als Shikhara (Sanskrit: शिखर śikhara; deutsch = ‚Bergspitze‘ oder ‚Gipfel‘) wird religionsübergreifend ein hochaufragender, leicht gekrümmter Tempelturm in Nordindien bezeichnet. Im 20. Jahrhundert wurde die Bezeichnung jedoch auf nahezu alle dominanten Turmformen auf Tempeln übertragen.

## Etymologie und Symbolik
Shikhara bedeutet wörtlich 'Gipfel' oder 'Bergspitze'. Dies rührt daher, dass man die Tempel als den in Indien Meru genannten Weltenberg oder als Abbild des Himalaya begriff, dem Sitz der indischen Götter. Shikhara und Garbhagriha bilden überdies eine markante senkrechte Linie, die als kosmische Achse oder als Weltachse (axis mundi) aufgefasst wurde.

## Andere Namen
In Odisha und West-Bengalen werden die beinahe senkrecht aufragenden Tempeltürme rekha-deul genannt. Die in einer ‚Schirmkuppel‘ oder in einem quergelagerten Baukörper endenden Tempeltürme Südindiens werden meist vimana genannt; die oft steil und hoch aufragenden Tortürme werden dagegen als gopurams bezeichnet. Die von der hinduistischen Architektur Indiens beeinflussten Prangs der thailändischen Tempel sind hier ebenfalls zu nennen. 

## Funktion
Shikharas dienen – neben ihrer Funktion als Dach – der symbolischen ‚Überhöhung‘ des Tempels, genauer des Sanktums (garbhagriha). Darüber hinaus bilden sie in vielen Fällen auch eine weithin sichtbare Landmarke; wohl nicht ohne Grund stehen die Tempel mit den höchsten Shikhara-Türmen (Bhubaneswar, Khajuraho u. a.) in freiem, ebenem Gelände.

## Architektur

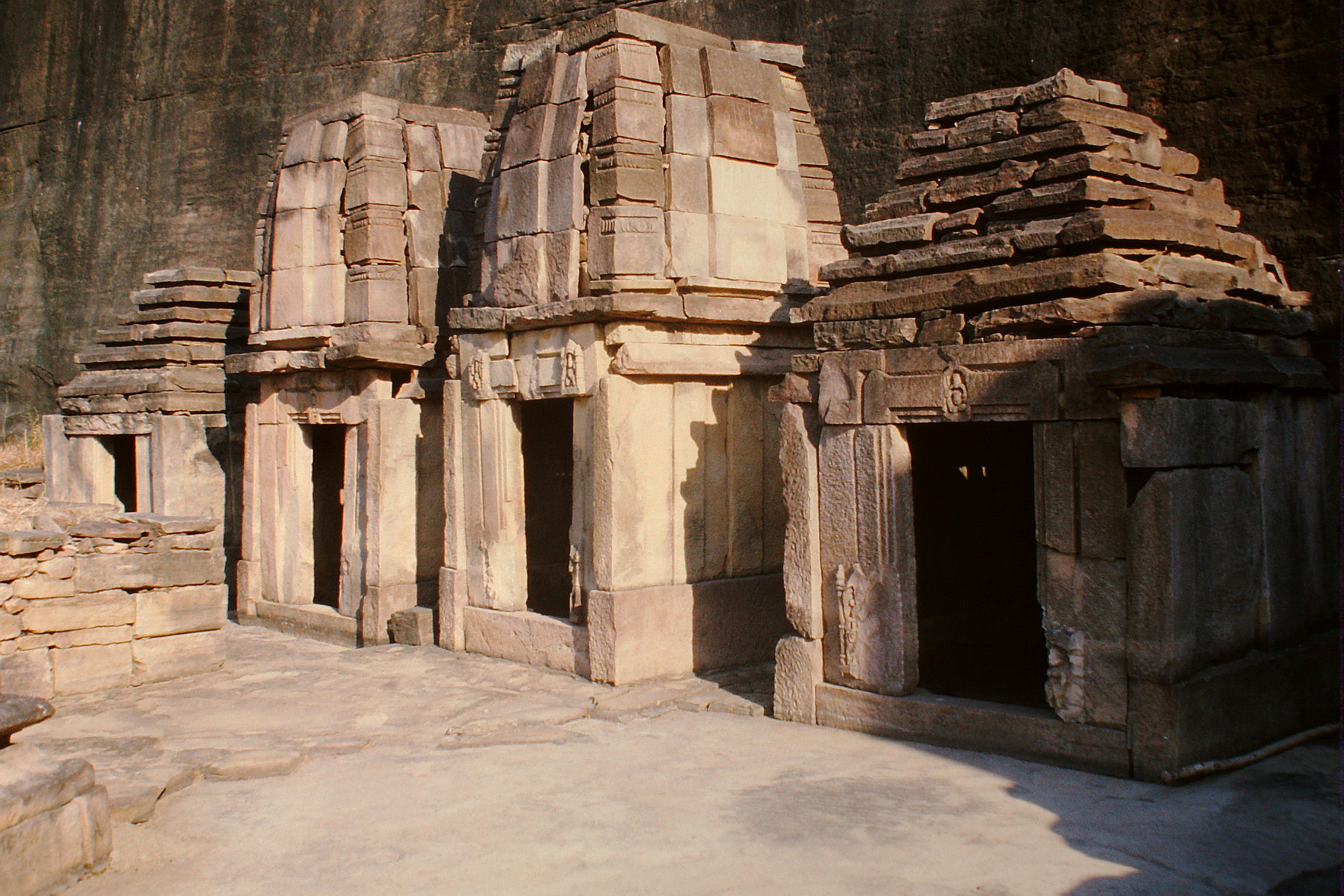
Naresar – gestufte Pyramidendächer und frühe Shikhara-Formen ohne Spitze auf Kleintempeln des 7. Jh.

Die hochaufragenden, leicht konvex gekrümmten, Tempeltürme Nordindiens gleichen optisch am oberen Ende zusammengebundenen Bambus-, Stroh- oder Astkonstruktionen, von denen sich jedoch nichts erhalten hat und über deren Funktion nur spekuliert werden kann. Die steinernen Shikharas sind – im Innern größtenteils hohle – Kragsteinkonstruktionen, die jedoch niemals zur Cella (garbhagriha) des Tempels hin geöffnet sind; ihre vertikale Gliederung folgt zumeist der Außenwandgliederung des Tempelbaus.
Die höchsten Shikharas werden meist von kleinen Türmchen (urushringas) begleitet, die in verkleinerter Form den Hauptturm imitieren, ihn aber auch gleichzeitig stabilisieren. Oben schließen die nordindischen Tempeltürme regelmäßig mit einem oder mehreren geriffelten kissen- oder kürbisförmigen Ringsteinen (amalakas) ab, auf welchen (falls erhalten) noch eine krug- oder vasenartige Spitze (kalasha) aufsitzt.
Waren die ersten freistehenden Tempel Indiens noch ohne Turmaufbauten (vgl. Tigawa, Kunda, Talagunda u. a.), so finden sich
Vor- bzw. Frühformen von Shikhara-Türmen – jedoch ohne Spitze – in Aihole (6./7. Jahrhundert) und Naresar (7. Jahrhundert). Zu den ältesten Bauten mit vollständigem Shikhara-Turm gehören die Tempel von Mahakuta (7. Jahrhundert). Eine Weiterentwicklung findet vor allem bei den Pratihara-Tempeln des 8. Jahrhunderts statt. Ihren Höhepunkt erleben die Shikharas in den enorm hohen Tempelbauten des 10. bis 12. Jahrhunderts in Khajuraho und Bhubaneswar.

## Zitat
„Im Oberbau eines Hindu-Tempels, möglicherweise seinem charakteristischsten Merkmal überhaupt, wird die Gleichsetzung von Tempel und Berg augenfällig; der Oberbau selbst wird als 'Bergspitze' oder 'Gipfel' (shikhara) bezeichnet. Die geschwungenen Konturen einiger Tempelaufbauten und ihre gestaffelte Anordnung haben viel dem Wunsch zu verdanken, die visuelle Wirkung einer Bergspitze zu suggerieren.“